# درة دون (شلال ودشتغل)
درة دون (بالفارسية: دره دون) هي منطقة سكنية تقع في إيران في قسم شلال ودشتغل الريفي. يقدر عدد سكانها بـ 70 نسمة بحسب إحصاء 2016.